# Nanjian Hu
Nanjian Hu är en sjö i Kina. Den ligger i provinsen Jiangxi, i den sydöstra delen av landet, omkring 79 kilometer öster om provinshuvudstaden Nanchang. Nanjian Hu ligger 14 meter över havet. Trakten runt Nanjian Hu består till största delen av jordbruksmark.
Genomsnittlig årsnederbörd är 2 308 millimeter. Den regnigaste månaden är juni, med i genomsnitt 395 mm nederbörd, och den torraste är oktober, med 33 mm nederbörd.